# Carl von Linde
Carl von Linde, punim imenom Carl Paul Gottfried Linde (Berndorf, 11. lipnja 1842. – München, 16. studenog 1934.), njemački inženjer, industrijalac i izumitelj. Bio je profesor primijenjene termodinamike u Münchenu. Konstruirao je rashladni stroj s amonijakom (1876.) te razvio postupak za ukapljivanje plinova zasnovan na Joule-Thomsonovu učinku (1895.), poslije po njemu nazvan Lindeov postupak. Izumio je i načine za dobivanje čistoga kisika (1902.) i čistoga dušika (1903.). Godine 1879. osnovao je dioničko društvo Gesellschaft für Linde’s Eismaschinen, koje se bavilo proizvodnjom rashladnih strojeva, a danas posluje pod nazivom Linde.

## Ukapljivanje plinova
Ukapljivanje plinova ili likvefakcija je prevođenje plinova u kapljevito (tekuće) agregatno stanje. Provodi se ponajviše radi lakšega prijevoza i skladištenja plinova, te za postizanje niskih temperatura (niskotemperaturna fizika ili kriofizika). Plinovi se mogu ukapljiti hlađenjem, kompresijom ili kombinacijom tih postupaka. Pritom značajnu ulogu imaju kritični tlak i kritična temperatura, svojstveni svakomu plinu posebno. Ukapljivanje samo kompresijom pri stalnoj temperaturi uspijeva ako je ta temperatura niža od kritične, a samo hlađenjem pri stalnom tlaku ako je tlak niži od kritičnoga. Tako će zrak pri stalnom atmosferskom tlaku prijeći iz plinovitog u kapljevito agregatno stanje kada ga se ohladi na –194 °C. Slično tomu dolazi do ukapljivanja zraka njegovim tlačenjem na dovoljno visok tlak pri stalnoj temperaturi nižoj od kritične (na primjer pri –150 °C za ukapljivanje zraka potreban je tlak od približno 20 bara). Za zrak je, zbog njegove niske kritične temperature, takav postupak nepraktičan, ali je prikladan na primjer za ugljikov dioksid, koji postaje kapljevit primjenom tlaka od 57,4 bara, pri temperaturi od 20 °C.